# Wilhelm von Dönniges
Franz Alexander Friedrich Wilhelm von Dönniges, född 13 januari 1814 i Kolbatz nära Stettin, död 4 januari 1872 i Rom, var en tysk historiker och diplomat; far till Helene von Dönniges.
Dönniges var Leopold von Rankes lärjunge, blev 1841 e.o. professor vid Berlins universitet, var 1842-45 den bayerske kronprinsen Maximilians handledare vid hans statsrättsliga studier och blev efter dennes tronbestigning (1848) bayersk undersåte. Av sin kunglige lärjunge, med vilken han alltjämt stod i nära kontakt, fick han flera diplomatiska uppdrag, och 1860 blev han adlad. 1862-65 var han chargé d'affaires och 1867-70 sändebud i Schweiz samt från 1870 till sin död sändebud vid italienska hovet.
Dönningeer upptäckte i Turin och utgav Henrik VII:s rådsböcker, "Acta Henrici VII." (två band, 1839), bearbetade "Jahrbücher unter der Herrschaft König Ottos I." (1839), i de av Ranke utgivna "Jahrbücher des deutschen Reiches unter dem sächsischen Hause", och började författa en vidlyftigt anlagd Geschichte des deutschen Kaiserthums im 14. Jahrhunderte (1841-42). Sedermera behandlade han politiska frågor för dagen, såsom i Das System des freien Handels und der Schutzzölle (1847).